# Мурзин, Ринат Раупович
Рина́т Рау́пович Му́рзин (род. 1 апреля 1954 г., с. Чалпы, Татарская АССР, СССР) — советский и российский геофизик. Начальник, затем Первый Генеральный директор Морской арктической геологоразведочной экспедиции (МАГЭ) (1987-1999).

## Биография
Ринат Мурзин родился 1 апреля 1954 года в селе Чалпы Азнакаевского района Татарской АССР в семье Рауфа Муртазовича Мурзина и Гайши Фарукшевны Мурзиной.

### Казанский университет (1971-1976)
В 1976 году Ринат Мурзин окончил Казанский государственный университет имени В.И. Ульянова-Ленина по специальности «Геофизические методы поисков и разведки месторождений полезных ископаемых»;
В 1974-1975 гг. – во время учебы в Казанском Государственном университете проходил практику в Комплексной морской арктической геолого-геофизической экспедиции НПО «Севморгео»;

### Морская Арктическая Геологоразведочная экспедиция (1976-1999)
Вся профессиональная деятельность Р.Р. Мурзина неразрывно связана с морской геофизикой и Морской Арктической геологоразведочной экспедицией (МАГЭ) , куда он пришел молодым специалистом в 1976 году после окончания Казанского государственного университета имени В.И. Ульянова-Ленина по специальности «Геофизические методы поисков и разведки месторождений»
В 1976-1987 гг. – прошел путь от рабочего, техника до начальника производственного отдела, Главного геофизика;
В 1987 г. – стал начальником Морской арктической геологоразведочной экспедиции (МАГЭ);
В 1993-1999 гг. – первый Генеральный директор ОАО Морская-Арктическая Геологоразведочная Экспедиция (МАГЭ); провел акционирование компании, которая была на грани роспуска. Отыскал спонсоров и в трудные 90-тые годы фактически спас экспедицию.
Именно работа в МАГЭ сформировала Рината Мурзина как великолепного профессионала в морской геофизике, исследователя и организатора работ, отдающего все свои знания , энергию и опыт развитию научно-исследовательского флота СССР и России, превратившего МАГЭ в одно из лучших морских геологоразведочных предприятий, отвечающих самым высоким мировым стандартам, ставшего одним из первых совместных предприятий России.
В 1990 году при непосредственном участии Рината Мурзина совместно с ПО «Севморгеология» и норвежской компанией «GEOTЕАM» было создано одно из первых совместных СП - «Севотим» российско-норвежское геофизическое предприятие.
При участии СП «Севотим» было переоборудовано, модернизировано и оснащено современным геофизическим комплексом для производства сейсморазведочных работ - НИС «Геолог Дмитрий Наливкин». В последующие годы в акватории Баренцева моря было получено свыше 15000 погонных километров современных цифровых геофизических данных.
Ринат Мурзин – участник 18 морских походов, связанных с геолого- геофизическим изучением недр континентального шельфа в Баренцевом, Печорском, Карском морях, море Лаптевых, а также комплексных научных исследований на Шпицбергенском шельфе и в Атлантическом океане.
В 1999 году журналистом А. Бобровым было записано несколько интервью с руководителями «МАГЭ» и СП «Севотим» о создании совместного предприятия, Ринате Рауповиче Мурзине и итогах его работы на посту директора. Фрагменты этого интервью можно увидеть на  Видео.

### Министерство Природных Ресурсов РФ (1999-2005)
В 1999-2004 гг. – начальник Управления ресурсов шельфа и Мирового океана, начальник Управления ресурсов недр внутренних морских вод территориального моря, континентального шельфа и мирового океана, осуществлял общее руководство деятельностью морских геолого- геофизических организаций РФ. Направлял и координировал их действие по изучению Мирового Океана и континентального шельфа РФ.
В 1999 году - Защитил кандидатскую диссертацию во Всероссийском научно-исследовательском институте геологии и минеральных ресурсов Мирового Океана (ВНИИОкеангеология) под руководством куратора - академика РАН Грамберга И.С. по теме : «Южнобаренцевская впадина –геологическое строение по результатам геофизических исследований.»
В 2000 г. – окончил Академию народного хозяйства и государственной службы при Президенте Российской Федерации по программе «Государственное право и регулирование»;
Руководитель Департамента топливно - энергетических ресурсов недр и морских работ Министерства природных ресурсов РФ; являлся координатором проекта, ориентированного на подготовку и представление материалов, обосновывающих заявку России в Комиссии ООН по границам континентального шельфа.
Возглавлял Департамент топливно - энергетических ресурсов недр и морских работ МПР России, созданный для обеспечения ресурсной составляющей геологоразведочных работ Энергетической стратегии России на период до 2020 года.
В 2004 – 2005г.г. заместитель Руководителя Федеральной службы по надзору в сфере природопользования ;

### Постминистерский период (2005 - настоящее время)
В 2005-2007 гг. – начальник Управления по разработке и развитию месторождений в Социалистической Республике Вьетнам ОАО «Зарубежнефть»;
В 2007-2009 гг. – начальник управления ГРР АО «Новатэк» в республике Египет.
В 2010-2013 гг. – заместитель начальника управления по недропользованию Аппарата управления ОАО «Сургутнефтегаз».
В 2013 – 2014 гг. – АО «Росгеология» - заместитель Генерального директора по планированию и подготовке объектов ГРР
В 2014 – 2018 гг. – ЗАО «Русь-Ойл» - начальник управления сейсморазведочных работ.
2020г. - Советник Генерального директора Федерального государственного бюджетного учреждения «Всероссийский научно-исследовательский геологический нефтяной институт» (ФГБУ «ВНИГНИ») по вопросам планирования Геолого-разведочных работ на углеводородное сырье на Континентальном шельфе и Арктической зоне РФ.

## Достижения и награды
- Лауреат Премии Правительства Российской Федерации в области науки и техники за 2002 год;
- Почетный знак "Отличник разведки недр";
- Юбилейная медаль "300 лет Российскому флоту";

## Изобретения
Является одним из основоположников нового научного направления в морской геофизике - метода широкоугольного глубинного сейсмического профилирования (ШГСП).
В 2001 году в издательстве "Наука" вышла в свет 2-х томная монография "Широкоугольное глубинное сейсмическое профилирование дна акваторий".
Авторское свидетельство на изобретение (в соавторстве с Я.П. Маловицким, И.Ф.Глумовым, Ю.А. Бяковым и Л.И.Коганом.)

## Публикации
Автор многочисленных научно-технических отчетов, имеет более 20 опубликованных работ:
- Мурзин Р.Р., Рыбников А.Н., Чинакаев Р.Г. Скоростные характеристики верхней части осадочного чехла Баренцевской плиты. //Сб. научных трудов НИИГА “Геолого- геофизические исследования на Баренцево-Карском шельфе”, Ленинград, 1980г., с. 17-22.
- Верба М.Л., Мурзин Р.Р., Федухина Т.Я. Основные черты геологического строения Ольгинского прогиба Восточно-Шпицбергенского шельфа Баренцева моря по геофизическим данным. //Тезисы докладов и рекомендаций областной научно-практической конференции “Проблемы освоения шельфа Арктических морей”, Мурманск, 1984г.
- Верба М.Л., Мурзин Р.Р., Федухина Т.Я., Юнов А.Ю. Строение и перспектива нефтегазоносности Баренцево-Карского шельфа по результатам региональных комплексных геофизических исследований. //Тезисы докладов и рекомендаций областной научно-практической конференции “Проблемы освоения шельфа Арктических морей”, Мурманск, 1984г.
- Мурзин Р.Р., Боголепов А.К., Юнов А.Ю. Новые данные о геологическом строении северо-восточной части Баренцева моря. //Сб. научных трудов ПГО “Севморгеология : “Нефтегазоносность Мирового океана”, Ленинград, 1984 г., с.40-47.
- Юнов А.Ю., Мурзин Р.Р., Боголепов А.К., Свистунов Ю.И. Основные черты тектоники северо-восточной части Баренцево-Карского шельфа. //Сб. научных трудов ПГО “Севморгеология : “Геологическое строение Баренцево-Карского шельфа”, Ленинград, 1985 г., с.5-10.
- Верба М.Л., Волк В.Э., Матвеев Ю.И., Мурзин Р.Р. Глубинная структура Баренцевоморского шельфа по материалам комплексных геофизических исследований. //Сб. научных трудов КФ АН СССР “Изучение глубинного строения восточной части Балтийского щита и прилегающих акваторий сейсмическими методами. Апатиты, 1986 г., с. 16.
- Бяков Ю.А., Глумов И.Ф., Коган Л.И.. Мурзин Р.Р. Широкоугольное глубинное сейсмическое профилирование акваторий. // Морская геофизика. 1989. №1. С.20-27.
- Дараган-Сущова Л.А., Поселов В.А., Павленкин А.Д., Мурзин Р.Р. Результаты сейсмических работ методом ШГСП на больших базах в Баренцевом море. //Сб. международной геофизической конференции “SEG-EATO”, Москва, Россия, 1993 г., с.34-37.
- Булаткин А.В., Буценко В.В., Дараган-Сущова Л.А., Дараган-Сущов Ю.И., Павленкин А.Д. Мурзин Р.Р. Глубинное строение Баренцевоморского шельфа по результатам широкоугольного глубинного сейсмического профилирования. //Сб. тезисов докладов международного семинара “Перспективы нефтедобычи на северо-западе России: прогресс в научных исследованиях, геологоразведке и правовом регулировании работ”, С.Петербург, 1994 г., с.45-47.
- Мурзин Р.Р., Боголепов А.К., Иванова Н.М., Хачатрян С.С., Малютин Ю.Д., Винниковская О.С., Журавлев В.А., Коган Л.И. Глубинное строение южной части Баренцева моря по геофизическим данным.//Сб. международной геофизической конференции “SEG-EATO”, С.Петербург, 1994 г.
- Коган Л.И., Мурзин Р.Р., Перфильев А.С. Строение котловины Гаттераса в западной Атлантике (по сейсмическим данным ШГСП). // Геотектоника. 1994. №6. С. 23-41.
- Дараган-Сущова Л.А., Павленкин А.Д., Кудрявцев Г.А., Мурзин Р.Р. Кора и верхняя мантия сверхглубоких впадин Баренцевской плиты и их роль в формировании нефтегазовых месторождений // Сб. научных трудов ВНИИОкеангеология, С.Петербург, 1995 г.
- Дараган-Сущова Л.А., Павленкин А.Д., Ткаченко В.И., Кудрявцев Г.А., Мурзин Р.Р. Кора и верхняя мантия сверхглубоких впадин Баренцево- морской плиты и их роль в формировании нефтегазоносных месторождений. //Тезисы докладов Ill-й международной кон-ференции “Освоение шельфа Арктических морей России”, С.Петербург, 1995 г., с.61-63.
- Мурзин Р.Р., Хачатрян С.С., Боголепов А.К. Строение земной коры и верхней мантии южной части Баренцева моря по данным глубинных сейсмических исследований. //Доклад на Юбилейной 10-й научно-технической конференции Мурманского государственного технического университета, Мурманск, МГТУ, 22 апреля 1999 г., с.322.
- Симонов A.П., Губерман Д.М., Яковлев Ю.Н., Митрофанов Ф.П., Мурзин Р.Р., Любцов B.В., Предовский А.А., Припачкин В.А., Снетко П.П. Рифейские осадочные бассейны Северной Евразии: сравнительная оценка тектоники, геодинамики и перспектив нефтегазоносности. //Доклад на Юбилейной 10-й научно-технической конференции Мурманского государственного технического университета, г. Мурманск, МГТУ, 22 апреля 1999 г., с.327.
- Симонов А.П., Губерман Д.М., Яковлев Ю.Н., Митрофанов Ф.П., Мурзин Р.Р., Любцов В.В., Предовский А.А., Припачкин В.А., Снетко П.П. Тектоника и нефтегазоносность рифейских осадочных бассейнов Северной Евразии. //Тезисы докладов на молодежной научной конференции: “Геология и полезные ископаемые Северо-Запада России”, Геологический институт КНЦ РАН, г.Апатиты, 7-10 июня 1999 г.
- Murzin R.R., Beljaev V.N., Shkarubo S.I., Lopatin B.G. Gological Mapping of Arctic Shelf of Russia as a Base for Oil and Gas Occurence Forecast. //61st EAGE Conference & Technical Exhibition, Helsinki, 7-11 June 1999.
- Симонов А.П., Губерман Д.М., Яковлев Ю.Н., Митрофанов Ф.П., Мурзин Р.Р., Любцов В.В., Предовский А.А., Припачкин В.А., Снетко П.П. Предспрединговая реконструкция палеоазиатского океана: проблемы геодинамики, тектоники и нефтегазоносности рифейских осадочных бассейнов Северной Евразии. //Тезисы докладов участников совещания “Геологическое развитие протерозойских перикратонных и палеоокеанических структур Северной Евразии”, Институт геологии рудных месторождений, петрографии, минералогии и геохимии РАН, г.Москва, 13-15 сентября 1999 г.(заявка).
- Мурзин Р.Р., Казанин Г.С., Беляев В.Н., Федухин Н.В. Морские геологоразведочные работы МАГЭ - от Арктики до Антарктики. // 25 лет на Арктическом шельфе России. Мурманск – СПб. 1999. С 7-10.
- Мурзин Р.Р. Южно-Баренцевская впадина – геологическое строение по результатам геофизических исследований. // Разведка и охрана недр. 1999. №7-8. С. 4-10.
- Мурзин Р.Р., Боголепов А.К., Хачатрян С.С., Винниковская О.С. Строение земной коры и верхней мантии южной части Баренцева моря по данным глубинных сейсмических исследований. // 25 лет на арктическом шельфе России. Мурманск-СПб. 1999. С. 42-49.
- Симонов А.П., Губерман Д.М., Яковлев Ю.Н., Снетко П.П., Митрофанов Ф.П., Припачкин В.А., Мурзин Р.Р., Беляев В.Н., Заяц И.В. Тектоника и нефтегазоносность рифейских осадочных бассейнов Северной Евразии. // Нефтегазовая геология на рубеже веков. Прогноз, поиски, разведка и освоение месторождений. – Юбилейная научная конференция. – (19-22 октября 1999 г., ВНИГРИ, Санкт-Петербург). – Доклады в 3-х томах.- т.1. – Фундаментальные основы нефтяной геологии. – СПб.: ВНИГРИ, 1999. – С. 133 – 148.
- Мурзин Р.Р. Южно-Баренцевская впадина – геологическое строение по результатам геофизических исследований. // Автореферат диссертации на соискание уч.ст. кан. г.-мн. наук. СПб, 1999.
- Симонов А.П., Губерман Д.М. Яковлев Ю.Н., Снетко П.П., Мурзин Р.Р., Казанин Г.С., Беляев В.Н., Заяц И.В. Кольско – Канинская моноклиналь (Баренцево море ): тектоника, перспективы нефтегазоносности, меры по решению топливно – энергетических проблем Мурманской области. // Перспективы развития и освоения топливно – энергетической базы Северо – Западного экономического района Российской Федерации. – Доклады Второй Международной конференции ( 3 – 6 июля 2000 г., Санкт-Петербург ). – СПб.: ВНИГРИ, 2000.
- Бяков Ю.А., Глумов И.Ф., Коган Л.И., Маловицкий Я.П., Мурзин Р.Р. Широкоугольное глубинное сейсмическое профилирование дна акваторий. // Изд. «Наука». Москва. 2001.
- Шипилов Э.В., Мурзин Р.Р. Месторождения углеводородного сырья западной части Российского шельфа Арктики: Геология и закономерности размещения. // Геология нефти и газа. № 4. 2001.